# Always (sång av Aysel och Arash)
Always var Azerbajdzjans bidrag till ESC 2009. Den framfördes av Aysel Teymurzadeh och Arash Labaf och kom trea med 207 poäng. Always fick högst poäng från Turkiet, 12 poäng.